# 탄소 배출

탄소 배출은 화석 연료 사용과 같은 다양한 이유로 인해 이산화탄소와 같은 탄소 기체들이 대기 중으로 배출되는 현상을 말하며, 온실효과와 같은 다양한 현상들을 발생시킨다.

## 탄소와 이산화탄소
탄소는 지구상에서 생명체들이 사는데 꼭 필요한 원소이다. 생물체에 존재하는 여러 가지 화합물의 골격이 되며, 단백질이나 탄수화물 등 생물체에 필요한 화합물은 모두 탄소화합물이기 때문이다. 또한 거의 무한한 종류의 탄소화합물을 만드는 것이 가능해 활용 범위가 넓어 흑연, 다이아몬드, 그래핀 등의 동소체로 활용될 수 있고 제철이나 탄소섬유 분야에서도 유용하게 쓰이고 있다.
하지만 탄소가 완전 연소하며 생기는 이산화탄소는 다르다. 물론 탄소의 순환에 있어 없어선 안 될 화합물이지만, 그 성질과 양 때문에 전세계에서 골치 아픈 상황이다. 왜냐하면 이산화탄소는 지표면에서 방출되는 적외선 영역의 복사 에너지를 흡수하는 성질이 있어 온실가스로 분류되고 현재 지구 온도를 높이는 온실 기체 중 가장 큰 비율을 차지하고 있을 정도로 많기 때문이다. 이러한 이산화탄소의 순수 배출량을 제로로 만들어 기후 위기가 더욱 심각해지는 것을 막는 것을 '탄소 중립'이라 표현한다.
2016년에 파리 기후변화협정을 통해서 온실가스를 줄이자는 전 지구적인 합의가 이루어졌다. 7개국을 제외하고 거의 모든 국가들이 이 협정에 참여했다. 2050년까지 모든 국가가 탄소중립을 실현하고자 합의한 것이다. 해도 되고 안 해도 되는 그런 것이 아니다. 반드시 달성해야 하는 목표인 것이다. 대한민국은 2030년까지 2017년 대비 온실가스 배출량을 24.4% 감축하겠다고 목표를 제시했다. 그러나 최근에 대한민국은 국제사회에서 기후 악당이라고 불린다. 1990년대 이후 이산화 탄소 배출량과 그 추세 변화를 보면 이유를 알 수 있다. 통계로만 보았을 때는 탄소중립에 대해서는 진전이 없이 오히려 역행하여 온 것이다. 그래서 UN은 대한민국이 2030까지 온실가스 배출을 2017년 대비 50% 감축할 것을 권고하고 있다.
현재 대한민국은 2030년까지 탄소배출 40% 감축, 2050 탄소중립 목표를 추진하고 있다.

## 탄소 배출의 주원인
세계적으로 산업화가 진행되며 화석 연료의 사용이 증가하였고, 그에 따라 이산화탄소 배출량도 증가하였다. 하지만 이산화탄소를 흡수하는 숲이나 산호 등은 오히려 줄어들면서 균형이 깨졌고 공기 중에 있는 이산화탄소의 양이 계속 증가하고 있다.

### 에너지 생산
인간이 소비하는 전력은 지금도 빠른 속도로 늘어나고 있고, 우리가 사용하는 전력의 많은 부분은 아직 화력 발전소에 의지한다. 화력 발전소는 엄청난 양의 이산화탄소를 배출하는데, 미국의 이산화탄소 배출량 중 40%가 전력 생산 때문에 발생한다고 밝혀진 바 있으며, 화력 발전은 그 중 93%를 차지한다.

### 자동차 연료
자동차를 비롯한 교통 수단의 가솔린 연소로 인한 이산화탄소 배출도 무시할 수 없다. 미국의 이산화탄소 배출량 중 33%는 가솔린을 사용하는 자동차로 인해 발생하였고 요즈음에 이르러서는 전기 자동차를 비롯한 다양한 대체 원료를 활용하는 자동차들이 연구되고 시판되기도 하였지만 여전히 가솔린을 사용하는 자동차의 비율이 압도적으로 많다.

### 연료 사용

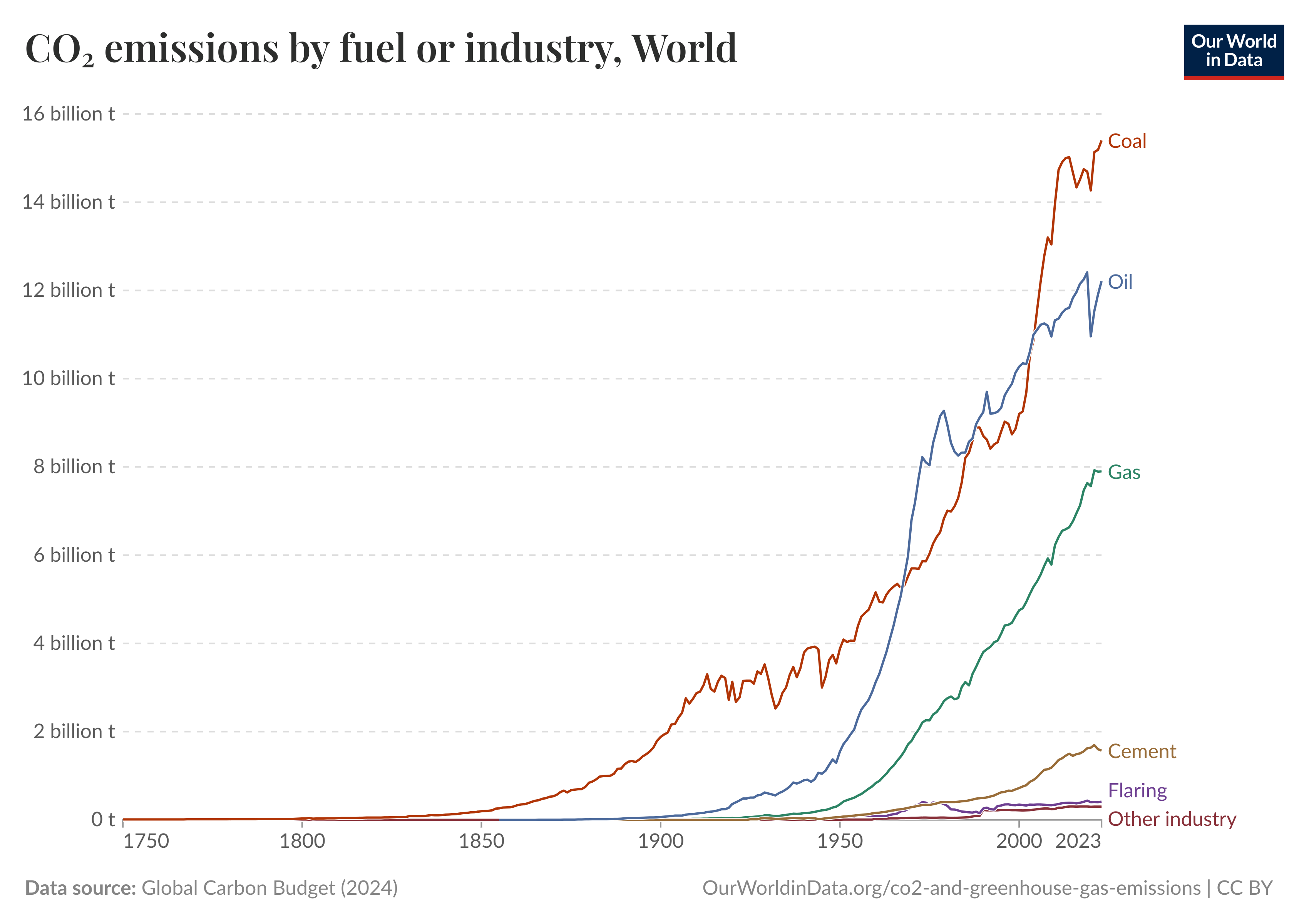
연료별 이산화탄소 배출량

석탄, 오일, 가스, 시멘트 순으로 이산화탄소 배출량이 많으며 아시아에서는 석탄, 북미 쪽에서는 오일의 소비가 두드러지는 편이다.

## 문제점

지구온난화로 인한 기온변화

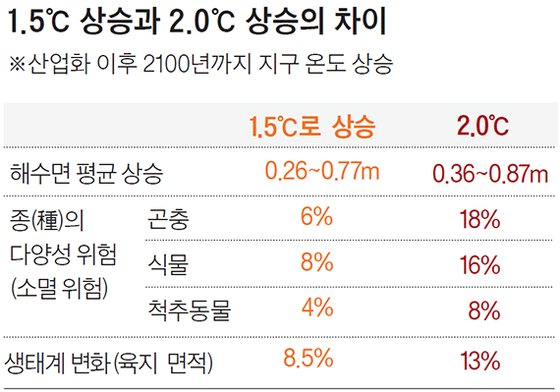
지구 기온 0.5℃ 차이가 불러올 악영향

### 전세계적 기온 변화
탄소 배출로 인한 공기 중의 이산화탄소는 온실 가스들 중 가장 높은 비중(80% 이상)을 차지해 지구온난화에 가장 큰 영향을 끼치고 있다. 실제로 탄소 배출이 늘어나면서 점차 지구온난화가 진행되었고 2020년 평균기온은 1960년에 비해 1℃가량 높아진 것을 그래프상으로 확인할 수 있다.
0001년 체결된 파리 기후변화협정은 산업혁명 이전과 비교해 기온 차이를 2℃보다 낮은 수준으로 지구 온도를 유지하자는 내용이고 1.5℃ 이하로 제한하기 위한 노력을 추구하자는 게 조항에 있다. 왜냐하면 1.5℃와 2℃의 차이는 0.5℃ 밖에 안 나지만 그에 따른 악영향은 심각한 수준이기 때문이다. 때문에 1960~2020년 동안 오른 1℃의 차이를 가볍게 봐서는 안된다.
지구 온도가 1도 상승하면 이 시대에는 더 이상 물이 없어 미국 서부의 농업 시스템은 완전히 파괴되며 식료품 값도 급등하게 된다.
지구 온도가 2도 상승하면, 지중해 일대의 모든 국가에서 자연발화가 발생하는 기간이 2주에서 6주로 늘어나고 북아프리카와 중동지역은 사실상 1년 중 대부분이 화재 위험기간으로 분류, 즉 항상 화재의 위험에 노출되게 된다.
또한 해수면 상승 속도가 기후변화에 관한 정부 간 협의체인 IPCC의 2001년 보고서에서 예측한 매년 2.2mm보다 훨씬 빠른 3.3mm을 보이고 있고, 만일 해빙 속도가 지난 빙하기 말기 때만큼 빨라지는 사태가 이번 세기에 일어난다면, 그린란드 전체가 140년 만에 다 녹을 수 있다.
지구 온도가 3도 상승하면, 독일 연구자들은 이전보다 더 강한 사이클론이 서유럽을 강타할 것이며, 더 심한 폭풍우가 영국, 스페인, 프랑스, 독일 등을 휩쓸 거라는 보고서를 내놓았다. 다른 연구에서는 이번 세기 후반에 폭풍우의 수는 전반적으로 줄을 수도 있지만, 거센 사이클론은 세계적으로 더 자주 발생할 수 있다고 전망했다. 지구 온도를 유지하기 위해 전세계적으로 탄소 배출 저감에 대한 노력이 필요하다.
대한민국의 기온 변화
기상청이 공개한 기후 변화 추세에 따르면 최근 30년(1991~2020년) 연평균 기온은 과거 30년(1912~1940년)에 비해 1.6℃ 상승했고 109년간 연평균 기온은 10년마다 0.2도씩 꾸준히 올랐다. 계절별 10년당 기온 상승 폭은 봄 0.26도, 겨울 0.24도, 가을 0.17도, 여름 0.12도 순으로 봄과 겨울의 기온 상승 경향이 뚜렷하게 나타났다. 이러한 추세로 지구온난화가 진행되면 2071~2100년 서울의 겨울 길이는 최근 10년보다 약 40일 짧아지고 여름은 약 40일 길어지며 부산과 제주에는 겨울이 사라진다.
겨울이 사라지고 여름이 길어진다면 가뭄과 산불의 발생 횟수가 현재보다 더 많이 발생하게 될 것이다.

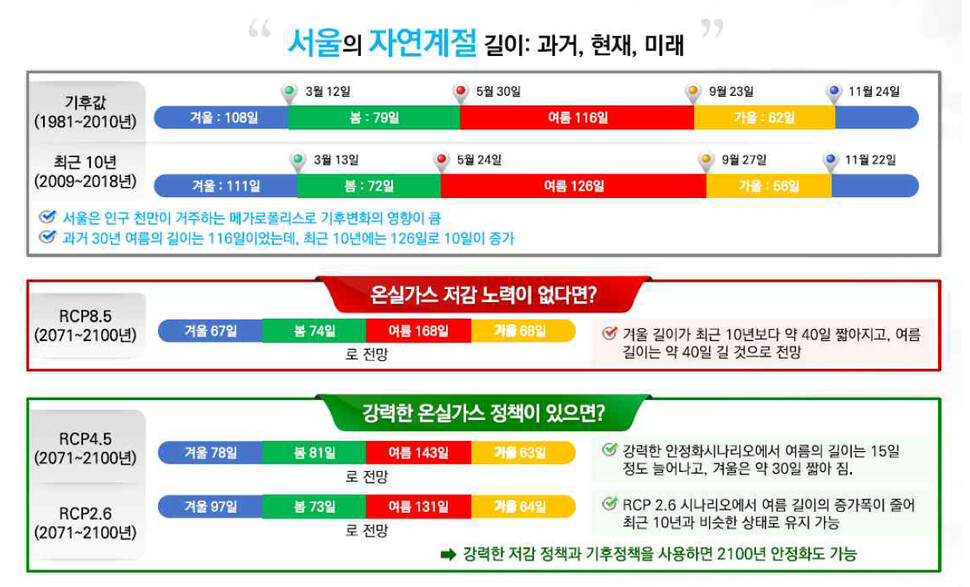
서울의 자연계절 길이 변화

## 대응방안

### 탄소중립 추진전략
탄소중립이라는 대전환 시대에 능동적으로 대응하기 위해 정부는 관계부처 합동으로 ‘2050 탄소중립 추진전략’을 마련하고 12월 7일 ‘제22차 비상경제 중앙대책본부회의’에서 그 내용을 발표했다.
탄소중립·경제성장·삶의 질 향상 동시 달성을 목표로, 경제구조 저탄소화, 저탄소 산업생태계 조성, 탄소중립사회로의 공정전환의 3대 정책방향과 탄소중립 제도기반 강화라는 3+1의 전략을 추진한다.

#### 경제구조의 저탄소화
- (에너지 전환 가속화) 에너지 주공급원을 화석연료에서 신·재생에너지로 적극 전환. 송배전망 확충, 지역생산·지역소비의 분산형 에너지시스템 확산
- (고탄소 산업구조 혁신) 철강, 석유화학 등 탄소 다배출 업종 기술개발 지원, 고탄소 중소기업 대상 맞춤형 공정개선 지원 등
- (미래모빌리티로 전환) 친환경차 가격·충전·수요 혁신을 통해 수소·전기차 생산, 보급 확대, 전국 2천만 세대 전기차 충전기 보급, 도시·거점별 수소 충전소 구축
- (도시·국토 저탄소화) 신규 건축물 제로에너지 건축 의무화, 국토 계획 수립 시 생태자원 활용한 탄소흡수기능 강화

#### 신유망 저탄소산업 생태계 조성
- (신유망 산업 육성) 차세대전지 관련 핵심기술 확보, 그린수소 적극활성화하여 2050년 수소에너지 전체의 80% 이상을 그린수소로 전환, 이산화탄소포집(CCUS)기술 등 혁신기술 개발
- (혁신 생태계 저변 구축) 친환경·저탄소·에너지산업 분야 유망기술 보유기업 발굴·지원, 그린 예비유니콘으로 적극 육성, 탄소중립 규제자유특구 확대
- (순환경제 활성화) 지속가능한 생산·소비 체계 구축, 산업별 재생자원 이용 목표율 강화, 친환경 제품 정보제공 확대

#### 탄소중립 사회로의 공정전환
- (취약 산업·계층 보호) 내연기관차 완성차 및 부품업체 등 축소산업에 대한 R&D, M&A 등을 통해 대체·유망분야로 사업전환 적극 지원, 맞춤형 재취업 지원
- (지역중심의 탄소중립 실현) 지역 중심 탄소중립 실행 지원, 지역별 맞춤형 전략 이행을 위한 제도적 기반 정비
- 탄소중립 사회에 대한 국민인식 제고

#### 탄소중립 제도적 기반 강화
- (재정) ‘기후대응기금(가칭)’ 신규조성, 세제·부담금·배출권거래제 등 탄소가격 체계 재구축, 탄소인지예산제도 도입 검토
- (녹색금융) 정책금융기관의 녹색분야 자금지원 비중 확대, 저탄소 산업구조로의 전환을 위한 기업지원, 기업의 환경관련 공시의무 단계적 확대 등 금융시장 인프라 정비
- (R&D) CCUS, 에너지효율 극대화, 태양전지 등 탄소중립을 위한 핵심기술 개발 집중 지원

### CCU 기술
CCU’ 기술은 크게 이산화탄소 ‘포집’과 ‘전환’ 두 가지로 구분된다. 산업시설 등에서 발생하는 이산화탄소의 ‘포집’ 기술은 연소 후 포집, 연소 전 포집, 순 산소 연소기술 세 가지로 나눌 수 있다.
‘연소 후 포집’이란 연소 공정 후 배출되는 가스에서 이산화탄소를 포집함을, ‘연소 전 포집’은 연료의 연소 전 가스화 혹은 부분 산화를 통해 이산화탄소를 포집하는 방법이다. 연소 중 이산화탄소를 포집하는 방법도 있는데, ‘순 산소 연소기술’은 연소 시 고 순도 산소를 공급하여 질소산화물(NOx) 배출을 방지하고 이산화탄소를 포집한다.
이런 방식들로 포집된 이산화탄소는 보통 생물학적, 화학적 방법으로 전환된다. ‘생물학적 전환’은 이산화탄소를 광합성 등 자연계의 탄소순환 시스템을 이용하여 유용한 유기물질로 전환하고, ‘화학적 전환’은 기존 혹은 새로운 화학 반응 및 공정기술을 적용해 이산화탄소를 유용한 화학물질로 전환하는 방법이다.

### 탄소의 활용
이산화탄소는 반응성이 낮아 화학적 변환을 통해 경제적으로 유용한 화학제품으로 만들 수 있다(메탄올, 요소, 이산화탄소 복합제 등) 이 때 필요한 에너지를 최소화하기 위해 풍력, 태양광 같은 재생 에너지 자원에서 에너지 공급을 해결하려는 노력 중.
이산화탄소는 광물로 탄산화 될 수도 있다. 광물 탄산화는 광물을 이산화탄소와 반응시켜 비활성인 칼슘 또는 마그네슘 탄산염으로 만드는 기술이다. 이렇게 생성된 탄산염은 물에 잘 녹지 않고 대기로 이산화탄소 배출이 불가능해 환경적으로 무해한 광물이 된다. 광물 탄산화는 이산화탄소의 영구적인 저장 해결책을 제공하고 고체의 탄산염은 건축 재료로 활용할 수 있다는 장점을 가지고 있다.
이산화탄소를 통한 바이오 연료의 생산이 가능하다. 이는 미세조류의 광합성에 기인한다. 이산화탄소의 흡수가 빠른 미세조류를 화학적으로 변환시켜 연료로 사용하는 것이다. 미세조류는 육상 농작물들에 비해 높은 생산성을 나타내고 염수나 폐수에서도 잘 자라기 때문에 기존 화석연료를 대체하는 제품을 지속적으로 제조할 수 있다. 연료로 전환된 조류는 1톤당 약 1.8톤의 이산화탄소를 고정화 할 수 있다는 장점을 지닌다.
1. ↑  “[단독] 전기차 공장은 '에너지 하마'…현대차, 탄소배출 줄이고 전력 확보”. 2022년 5월 16일에 확인함.
2. ↑  정두용. “이산화탄소로 ‘개미산’ 만든다…효율성 높인 국산 ‘탄소중립 기술’”. 2022년 5월 16일에 확인함.
3. ↑  “항공기 브레이크 교체로 탄소배출 줄인다”. 2022년 5월 16일에 확인함.
4. ↑  기자, 권가림. “"짐 줄이면 우선탑승" 제주항공, 탄소배출 저감 '속도'”. 2022년 5월 16일에 확인함.
5. ↑  최지현 (2022년 5월 8일). “철도 운송에 지원 확대...탄소 배출 저감 위해 전환보조금 36%↑”. 2022년 5월 16일에 확인함.